# DAMS

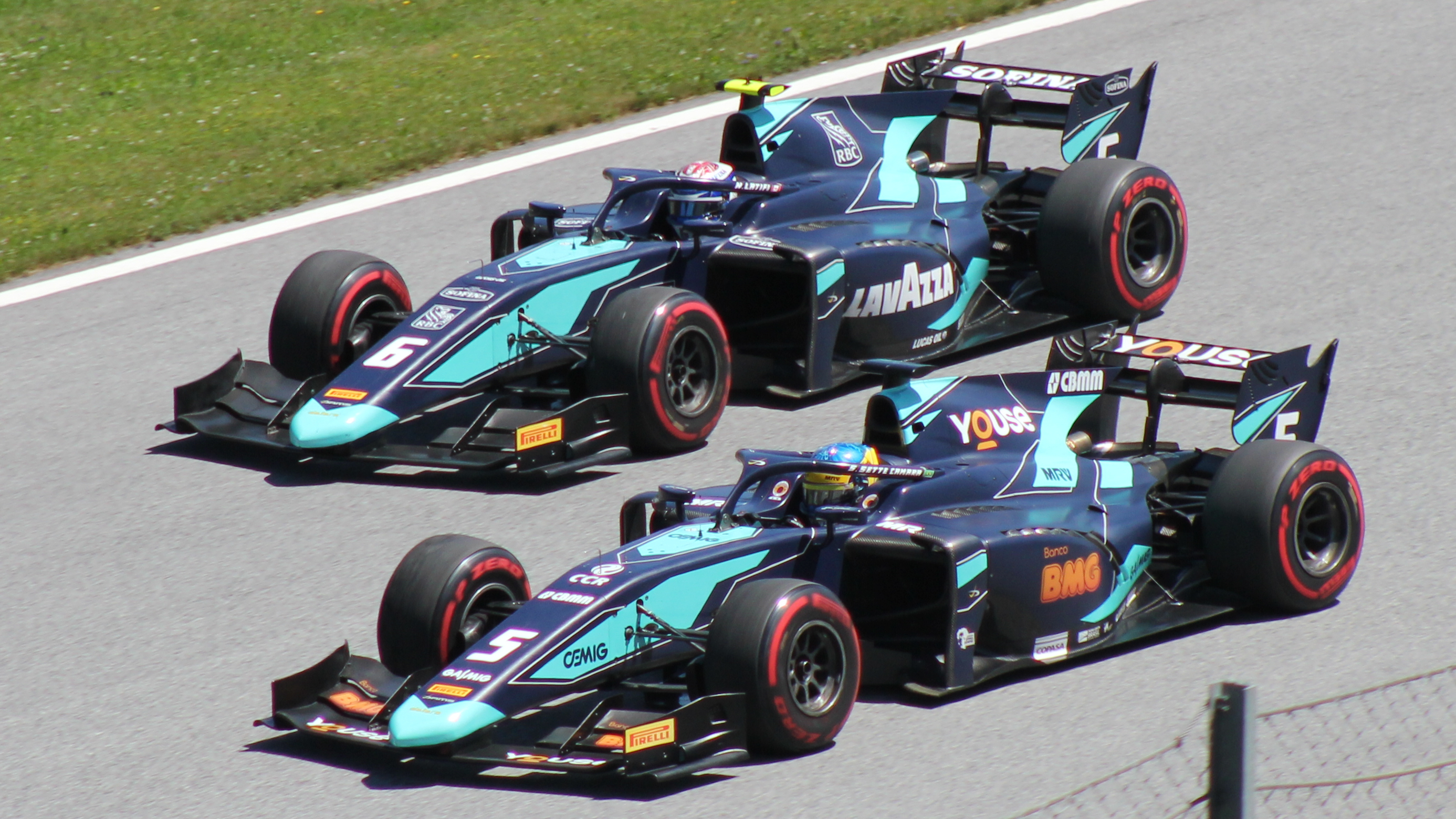
Beide DAMS-Einsatzwagen der Formel-2-Saison 2019

DAMS (als Abkürzung für Driot Associés Motor Sport, früher Driot-Arnoux Motorsport) ist ein französisches Rennsportteam, das 1988 von Jean-Paul Driot und dem früheren Formel-1-Rennfahrer René Arnoux gegründet wurde. Das Team hat seinen Sitz in Le Mans und ist derzeit in der FIA-Formel-2-Meisterschaft sowie der FIA-Formel-E-Meisterschaft aktiv.

## Geschichte
Im Jahr nach seiner Gründung startete das Team in der Formel 3000 und blieb dort bis 2001. DAMS war eines der vielen französischen Teams, die am Elf-Nachwuchsprogramm für junge Fahrer teilnahmen. Neben dem Engagement in der Formel 3000 versuchte das Team 1995 mit einem von Reynard Motorsport entwickelten Auto den Einstieg in die Formel-1-Weltmeisterschaft, scheiterte aber aus finanziellen Gründen.
Ab 2006 nahmen Fahrer des Toyota-Nachwuchsprogramms in Fahrzeugen von DAMS an der GP2-Serie teil. Seit 2014 geht das Team zudem in der FIA-Formel-E-Meisterschaft und seit 2016 in der GP3-Serie an den Start. Von 1997 bis 2001 war DAMS auch im Sportwagen-Bereich aktiv. Nach dem Tod von Gründer Jean Paul Driot im August 2019 wurde die Teamleitung von dessen Söhnen Gregory und Olivier übernommen.

## Formel 3000 / GP2 / Formel-2-Serie

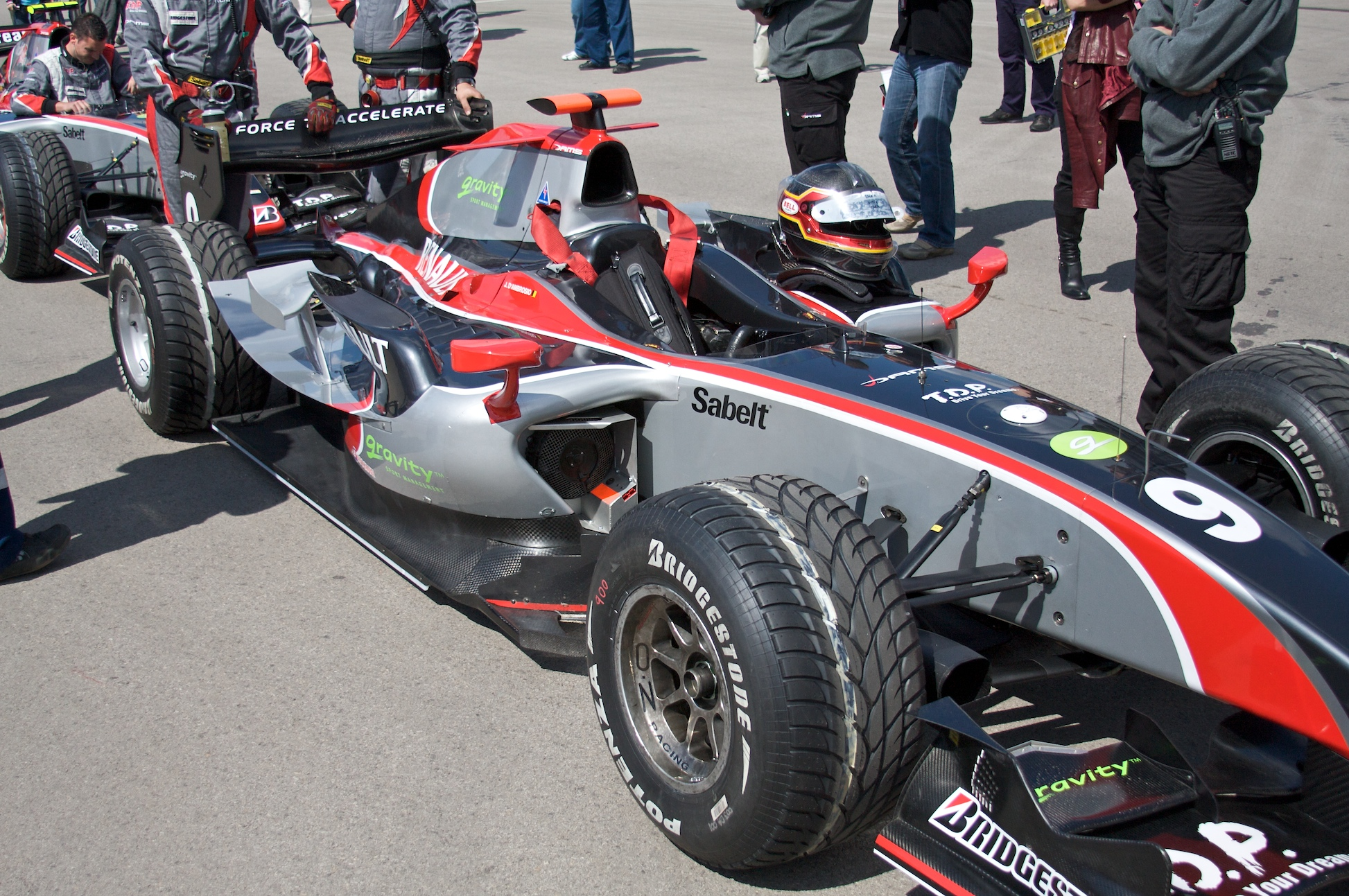
Jérôme D’Ambrosio im Auto von DAMS während der GP2-Serie 2008

In der Formel 3000 gewann das Team mehrfach die Meisterschaft: 1990 mit Érik Comas, 1992 mit Olivier Panis und 1994 mit Jean-Christophe Boullion. In den dreizehn Jahren von 1989 bis 2001 gewann DAMS in der Formel 3000 viermal die Teamwertung, drei Fahrertitel, holte 21 Siege und 19 Pole-Positionen und fuhr 19 schnellste Runden. DAMS gehört damit zusammen mit Super Nova Racing und Arden International zu den erfolgreichsten Teams dieser Rennserie.
In der GP2-Serie, der Nachfolgeserie der Formel 3000, fährt DAMS seit der ersten Saison 2005 und konnte mit dem Fahrer José María López im Debütjahr ein Rennen gewinnen. Als Teil des Toyota-Nachwuchsprogramms fuhr seit 2006 jeweils ein geförderter Fahrer für DAMS. 2006 war dies Franck Perera und 2007 Kazuki Nakajima, der Sechster der Gesamtwertung wurde und das letzte Formel-1-Rennen der Saison in Brasilien für Williams F1 bestritt. Zweiter Fahrer war 2007 Nicolas Lapierre. 2008 fuhr DAMS mit Jérôme D’Ambrosio und Kamui Kobayashi, der auch Testfahrer des Formel-1-Teams Toyota war.
In der Saison 2011 konnte der spätere Formel-1 Pilot Romain Grosjean mit DAMS die GP-2 Meisterschaft für sich entscheiden.

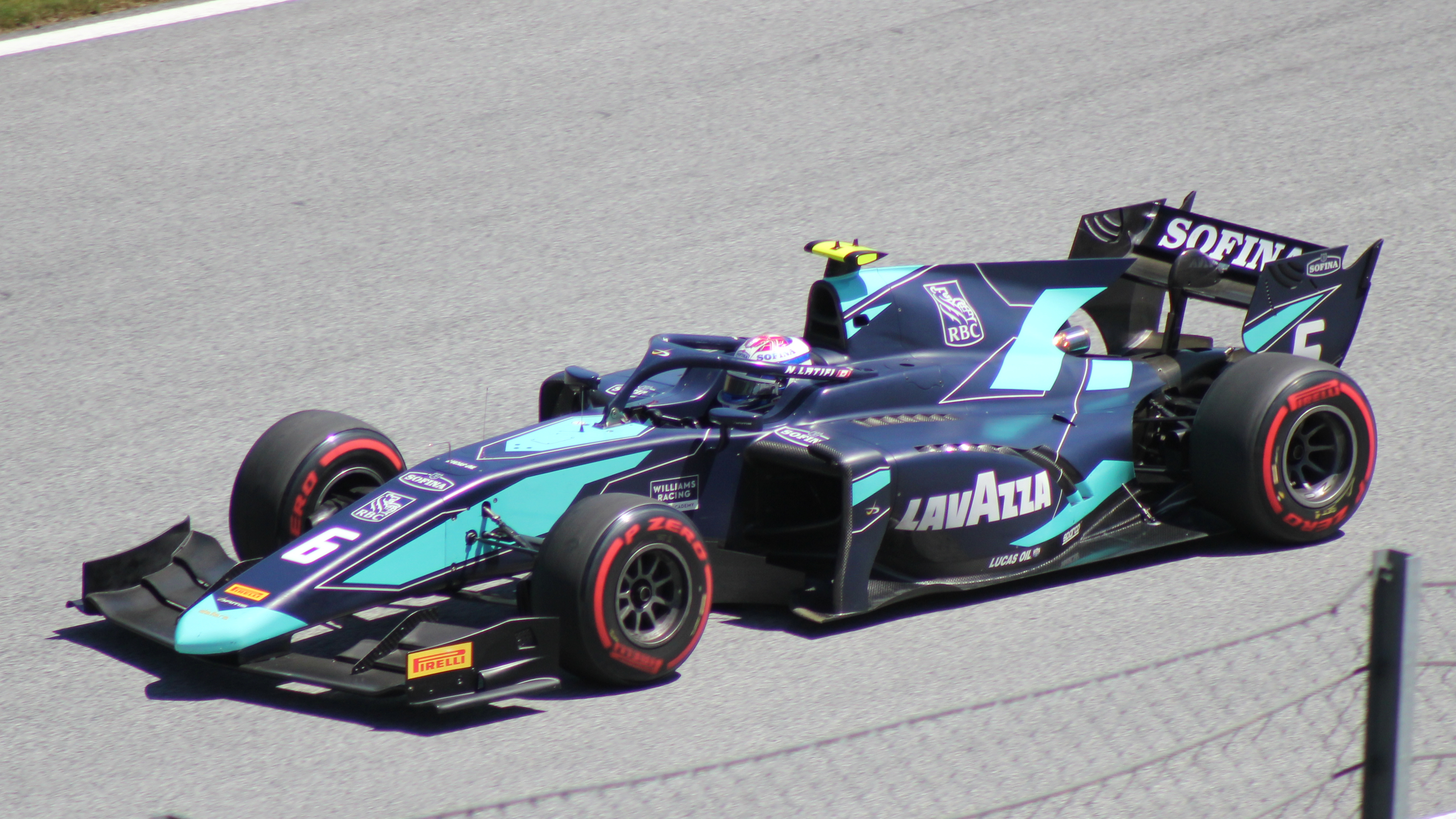
Nicholas Latifi beim F2 Rennen in Spielberg 2019 in einem DAMS Auto

2019 wurde DAMS mit Nicholas Latifi und Sérgio Sette Câmara Teammeister in der FIA Formel 2 Meisterschaft. 2020 geht das Team mit dem Briten Daniel Ticktum und dem Indonesier Sean Gelael an den Start. 2021 waren die beiden Fahrer der Israeli Roy Nissany und der Neuseeländer Marcus Armstrong. Während Nissany für 2022 Teil des Teams blieb, stieß der Japaner Ayumu Iwasa neu hinzu. 2023 bestand die Fahrerpaarung erneut zum einen aus Iwasa und zum anderen aus dem Monegassen Arthur Leclerc. 2024 bildeten die Fahrerpaarung die beiden US-Amerikaner Jak Crawford und Juan Manuel Correa.

## A1 Grand Prix und Formel Renault
2003 und 2004 nahm DAMS am Formel Renault V6 Eurocup teil und gewann im zweiten Jahr mit José María López. 2005 startete das Team in der Formel Renault 3.5.
Ab 2005 stellte DAMS im A1 Grand Prix den Rennstall für mehrere Teams: A1 Team Frankreich (2005/2006 bis 2008/2009), A1 Team Schweiz (2005/2006), A1 Team Mexiko (2005/2006 und 2006/2007) und A1 Team Südafrika (2006/2007 und 2007/2008). Mit dem Team Frankreich war DAMS nach Siegen in 13 von 22 Rennen erster Sieger dieser Rennserie.
In den Saisonen 2013 und 2014 konnte DAMS die Fahrerwertung in der Formel Renault 3.5 für sich entscheiden. Beide Fahrer, Kevin Magnussen und Carlos Sainz jr. stiegen in weiterer Folge in die Formel 1 auf.

## Sportwagenrennen
1997 erfolgte in Partnerschaft mit dem Team Panoz der Einstieg in die FIA-GT-Meisterschaft. Nach der Trennung von Panoz ging DAMS im folgenden Jahr in der FIA-Sportwagen-Meisterschaft an den Start und gewann vier Rennen. Außerdem fuhr das Team in der American Le Mans Series und bei den 24 Stunden von Le Mans.
2000 und 2001 arbeitete DAMS mit General Motors zusammen. Starts in der American Le Mans Series, der FIA Sportwagen-Meisterschaft und bei den 24 Stunden von Le Mans blieben jedoch ohne zählbares Ergebnis.
2002 fuhr DAMS erneut bei den 24 Stunden von Le Mans. 2003 wollte das Team mit zwei Nissan 350Z in die FIA-GT-Meisterschaft zurückkehren; Geldmangel verhinderte jedoch die weitere Entwicklung der Autos. 2004 schloss DAMS sich mit Lamborghini zusammen und trat mit zwei Murciélago R-GT-Autos in den letzten Runden der FIA-GT-Meisterschaft an.

## FIA-Formel-E-Meisterschaft

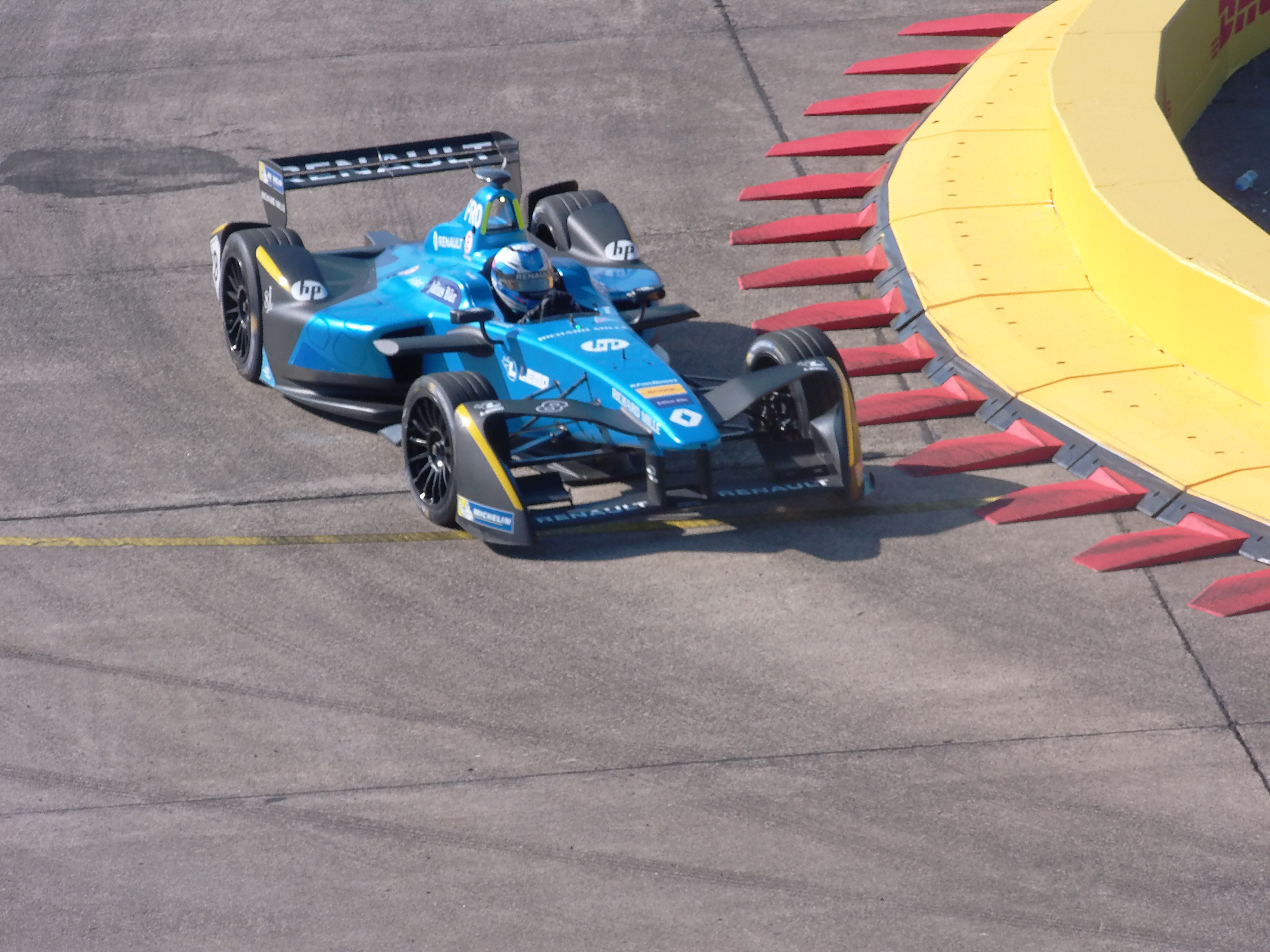
Nicolas Prost beim Berlin ePrix 2017

2014 stieg der Rennstall als e.dams in die neugegründete FIA-Formel-E-Meisterschaft ein. DAMS kooperierte in der Formel E mit Renault, Renault-Botschafter Alain Prost wurde zudem Teilhaber des Teams. Als Fahrer gingen sein Sohn Nicolas Prost und Sébastien Buemi an den Start. In der Debütsaison gelang es dem Team, sich bereits nach dem elften von zwölf Rennen den Meistertitel zu sichern, Buemi wurde zudem mit nur einem Punkt Rückstand Vizemeister hinter Nelson Piquet junior.
Am Ende der Saison gab Renault bekannt, als offizieller Hersteller in die FIA-Formel-E-Meisterschaft einzusteigen und den Antrieb für das nun Renault e.dams genannte Team zu entwickeln. Das Team trat mit den gleichen Fahrern an und gewann erneut die Teamwertung, Buemi wurde erstmals Meister.
Auch in der dritten Saison starteten Buemi und Prost für Renault e.dams. Das Team errang zum dritten Mal in Folge den Titel in der Teamwertung. Buemi gewann sechs der zwölf Rennen, musste sich in der Fahrerwertung aber knapp Lucas di Grassi geschlagen geben und wurde Vizemeister.
Vor der vierten Saison gab das Team bekannt, die Fahrerverträge mit Buemi und Prost für zwei weitere Jahre verlängert zu haben. Die Saison wurde die schwächste des Teams, erstmals gewann keiner der beiden Piloten ein Rennen. Mit 133 Punkten belegte man am Saisonende den fünften Platz in der Teamwertung. Zum Saisonende stieg Renault als Antriebspartner des Teams aus, für die neue Saison übernimmt Renault-Allianzpartner Nissan mit seiner Motorsportabteilung Nismo die Konstruktion des Antriebs für das nun Nissan e.dams genannte Team. Noch während der Saison verkaufte Alain Prost im Hinblick auf den Ausstieg Renaults seine Teamanteile an Driot, der nun alleiniger Eigentümer des Formel-E-Teams wurde.
In der Saison 2018/19 trat das Team erneut mit Buemi an, sein neuer Teamkollege wurde Oliver Rowland. Beide Fahrer konnten jeweils drei Pole-Positions erzielen, zudem gewann Buemi ein Rennen und wurde Vizemeister. Rowland wurde mit zwei zweiten Plätzen als beste Ergebnisse Zehnter der Fahrerwertung. Das Team belegte mit 190 Punkten den vierten Platz in der Teamwertung.
2019/20 trat Nissan e.dams erneut mit Buemi und Rowland an. Mit vier Podestplatzierungen wurde Buemi Gesamtvierter, Rowland gewann sein erstes Formel-E-Rennen und wurde am Saisonende Fünfter in der Fahrerwertung. In der Teamwertung erzielte das Team mit 167 Punkten die Vizemeisterschaft hinter DS Techeetah.
In der Saison 2020/21 der nun FIA-Formel-E-Weltmeisterschaft genannten Rennserie ging Nissan e.dams erneut mit der Fahrerpaarung Buemi und Rowland an den Start. Es wurde die bis dahin schwächste Saison des Teams. Rowland erzielte zwei Podestplätze, Buemi erreichte als bestes Ergebnis einen fünften Platz. Mit 97 Punkten belegte das Team Rang zehn in der Teamwertung.
Für die Saison 2021/22 wurde Maximilian Günther als neuer Teamkollege von Buemi verpflichtet, nachdem Rowland das Team in Richtung Mahindra Racing verlassen hatte.

## Statistik

### Einzelergebnisse in der FIA-Formel-E-Weltmeisterschaft
| Fahrer                                 | Nr.                                    | 1     | 2    | 3     | 4      | 5     | 6     | 7     | 8    | 9   | 10    | 11    | 12   | 13  | 14  | 15  | 16  | Punkte | Rang |
| -------------------------------------- | -------------------------------------- | ----- | ---- | ----- | ------ | ----- | ----- | ----- | ---- | --- | ----- | ----- | ---- | --- | --- | --- | --- | ------ | ---- |
| FIA-Formel-E-Meisterschaft 2014/15     | FIA-Formel-E-Meisterschaft 2014/15     | BEI   | PUT  | PUN   | BUE    | MIA   | LBH   | MON   | BER  | MOS | LON   | LON   |      |     |     |     |     | 232    | 1.   |
| Nicolas Prost                          | 08                                     | *12*  | 4    | 7     | 2      | 1     | 14    | 6     | 10   | 8   | 7     | 10    |      |     |     |     |     | 232    | 1.   |
| Sébastien Buemi                        | 09                                     | DNF   | 3    | 1     | DNF    | 13    | 4     | 1     | °2°  | °9° | 1     | °5°   |      |     |     |     |     | 232    | 1.   |
| FIA-Formel-E-Meisterschaft 2015/16     | FIA-Formel-E-Meisterschaft 2015/16     | BEI   | PUT  | PUN   | BUE    | MEX   | LBH   | PAR   | BER  | LON | LON   |       |      |     |     |     |     | 270    | 1.   |
| Nicolas Prost                          | 08                                     | DNF   | 10   | 5     | 5      | 3     | 11    | 4     | 4    | 1   | 1     |       |      |     |     |     |     | 270    | 1.   |
| Sébastien Buemi                        | 09                                     | 1     | 12   | 1     | 2      | 2     | *16*  | 3     | 1    | °5° | °DNF° |       |      |     |     |     |     | 270    | 1.   |
| FIA-Formel-E-Meisterschaft 2016/17     | FIA-Formel-E-Meisterschaft 2016/17     | HKG   | MAR  | BUE   | MEX    | MON   | PAR   | BER   | BER  | NYC | NYC   | MTR   | MTR  |     |     |     |     | 268    | 1.   |
| Nicolas Prost                          | 08                                     | 4     | 4    | 4     | 5      | 9     | 5     | 5     | 8    | 8   | 6     | 6     | DNF  |     |     |     |     | 268    | 1.   |
| Sébastien Buemi                        | 09                                     | °1°   | °1°  | °1°   | °13°   | °1°   | °1°   | °DSQ° | °1°  |     |       | °DSQ° | °11° |     |     |     |     | 268    | 1.   |
| Pierre Gasly                           | 09                                     |       |      |       |        |       |       |       |      | 7   | 4     |       |      |     |     |     |     | 268    | 1.   |
| FIA-Formel-E-Meisterschaft 2017/18     | FIA-Formel-E-Meisterschaft 2017/18     | HKG   | HKG  | MAR   | SAN    | MEX   | PUN   | ROM   | PAR  | BER | ZÜR   | NYC   | NYC  |     |     |     |     | 133    | 5.   |
| Nicolas Prost                          | 08                                     | 9     | 8    | 13    | 10     | DNF   | 15    | 14    | 16   | 14  | DNF   | 10    | 11   |     |     |     |     | 133    | 5.   |
| Sébastien Buemi                        | 09                                     | 11    | 10   | °2°   | °3°    | °3°   | °DNF° | °6°   | °5°  | °4° | °5°   | °3°   | °4°  |     |     |     |     | 133    | 5.   |
| FIA-Formel-E-Meisterschaft 2018/19     | FIA-Formel-E-Meisterschaft 2018/19     | DIR   | MAR  | SAN   | MEX    | HKG   | SAY   | ROM   | PAR  | MCO | BER   | BRN   | NYC  | NYC |     |     |     | 190    | 4.   |
| Oliver Rowland                         | 22                                     | 7     | 15   | DNF   | *°20*° | DNF   | 2     | 6     | 12   | 2   | 8     | DNF   | 14   | 6   |     |     |     | 190    | 4.   |
| Sébastien Buemi                        | 23                                     | 6     | °8°  | °DNF° | *°21*° | °DNF° | °8°   | °5°   | °15° | °5° | °2°   | °3°   | °1°  | °3  |     |     |     | 190    | 4.   |
| FIA-Formel-E-Meisterschaft 2019/20     | FIA-Formel-E-Meisterschaft 2019/20     | DIR   | DIR  | SAN   | MEX    | MAR   | BER   | BER   | BER  | BER | BER   | BER   |      |     |     |     |     | 167    | 2.   |
| Oliver Rowland                         | 22                                     | 4     | 5    | 17    | 7      | 9     | 14    | 7     | 6    | 5   | 1     | DNF   |      |     |     |     |     | 167    | 2.   |
| Sébastien Buemi                        | 23                                     | °DNF° | °12° | 13    | 3      | 4     | 7     | 2     | 11   | 3   | 10    | 3     |      |     |     |     |     | 167    | 2.   |
| FIA-Formel-E-Weltmeisterschaft 2020/21 | FIA-Formel-E-Weltmeisterschaft 2020/21 | DIR   | DIR  | ROM   | ROM    | VAL   | VAL   | MCO   | PUE  | PUE | NYC   | NYC   | LON  | LON | BER | BER |     | 97     | 10.  |
| Oliver Rowland                         | 22                                     | 6     | 7    | 12    | 16     | DSQ   | 4     | 6     | DSQ  | 3   | 7     | 19    | DSQ  | 18  | 13  | 2   |     | 97     | 10.  |
| Sébastien Buemi                        | 23                                     | 13    | DNF  | 5     | 10     | DNF   | 11    | 11    | DSQ  | 14  | 6     | 15    | DSQ  | 13  | 11  | 14  |     | 97     | 10.  |
| FIA-Formel-E-Weltmeisterschaft 2023/24 | FIA-Formel-E-Weltmeisterschaft 2023/24 | MEX   | DIR  | DIR   | SAP    | TOK   | MIS   | MIS   | MCO  | BER | BER   | SHA   | SHA  | POR | POR | LON | LON | 182    | 4.   |
| Oliver Rowland                         | 22                                     | 11    | 13   | 3     | 3      | 2     | 1     | DNF   | 6    | 3   | 3     | 4     | 10   | INJ | INJ | 15  | 1   | 182    | 4.   |
| Caio Collet                            | 22                                     |       |      |       |        |       |       |       |      |     |       |       |      | 18  | 16  |     |     | 182    | 4.   |
| Sacha Fenestraz                        | 23                                     | 12    | DNF  | 6     | 11     | 11    | 9     | 5     | 8    | 9   | DNF   | 11    | 14   | 15  | 18  | 14  | 15  | 182    | 4.   |

| Legende                      | Legende       | Legende                                                                 |
| Farbe                        | Abkürzung     | Bedeutung                                                               |
| ---------------------------- | ------------- | ----------------------------------------------------------------------- |
| Gold                         | —             | Sieger                                                                  |
| Silber                       | —             | 2. Platz                                                                |
| Bronze                       | —             | 3. Platz                                                                |
| Grün                         | —             | Platzierung in den Punkten                                              |
| Blau                         | —             | Klassifiziert außerhalb der Punkteränge                                 |
| Violett                      | DNF           | Rennen nicht beendet                                                    |
| Violett                      | NC            | nicht klassifiziert                                                     |
| Rot                          | DNQ           | nicht qualifiziert                                                      |
| Schwarz                      | DSQ           | disqualifiziert                                                         |
| Weiß                         | DNS           | nicht am Start                                                          |
| Weiß                         | WD            | zurückgezogen                                                           |
| Weiß                         | C             | Rennen abgesagt                                                         |
| Blanko                       |               | nicht teilgenommen                                                      |
| Blanko                       | DNP           | gemeldet, aber nicht teilgenommen                                       |
| Blanko                       | INJ           | verletzt oder krank                                                     |
| Blanko                       | EX            | ausgeschlossen                                                          |
| sonstige Formate und Zeichen | P/fett        | Pole-Position                                                           |
| sonstige Formate und Zeichen | kursiv        | Schnellste Rennrunde (ab 2017/18: Schnellste Rennrunde der ersten Zehn) |
| sonstige Formate und Zeichen | unterstrichen | Führender in der Gesamtwertung                                          |
| sonstige Formate und Zeichen | °             | FanBoost                                                                |
| sonstige Formate und Zeichen | *             | nicht im Ziel, aufgrund der zurückgelegten Distanz aber gewertet        |
| sonstige Formate und Zeichen | ( )           | Streichresultat                                                         |